# Ironman Germany
Der Ironman Germany Triathlon, bestehend aus Schwimmen, Radfahren und Marathonlauf, findet seit 2002 jährlich in Frankfurt am Main zwischen Juni und August statt. Er fungiert teilweise zugleich als Ironman European Championship und ist Qualifikationswettbewerb für die Ironman World Championships in Kailua-Kona. Er übernahm die ausgelaufene Lizenz des Markenzeichens „Ironman“ vom Ironman Europe in Roth, der seither unter dem Namen Challenge Roth ausgerichtet wird. Betreiber des Ironman Germany ist die Ironman Germany GmbH, einer Tochtergesellschaft der World Triathlon Corporation.

## Geschichte des Ironman Germany

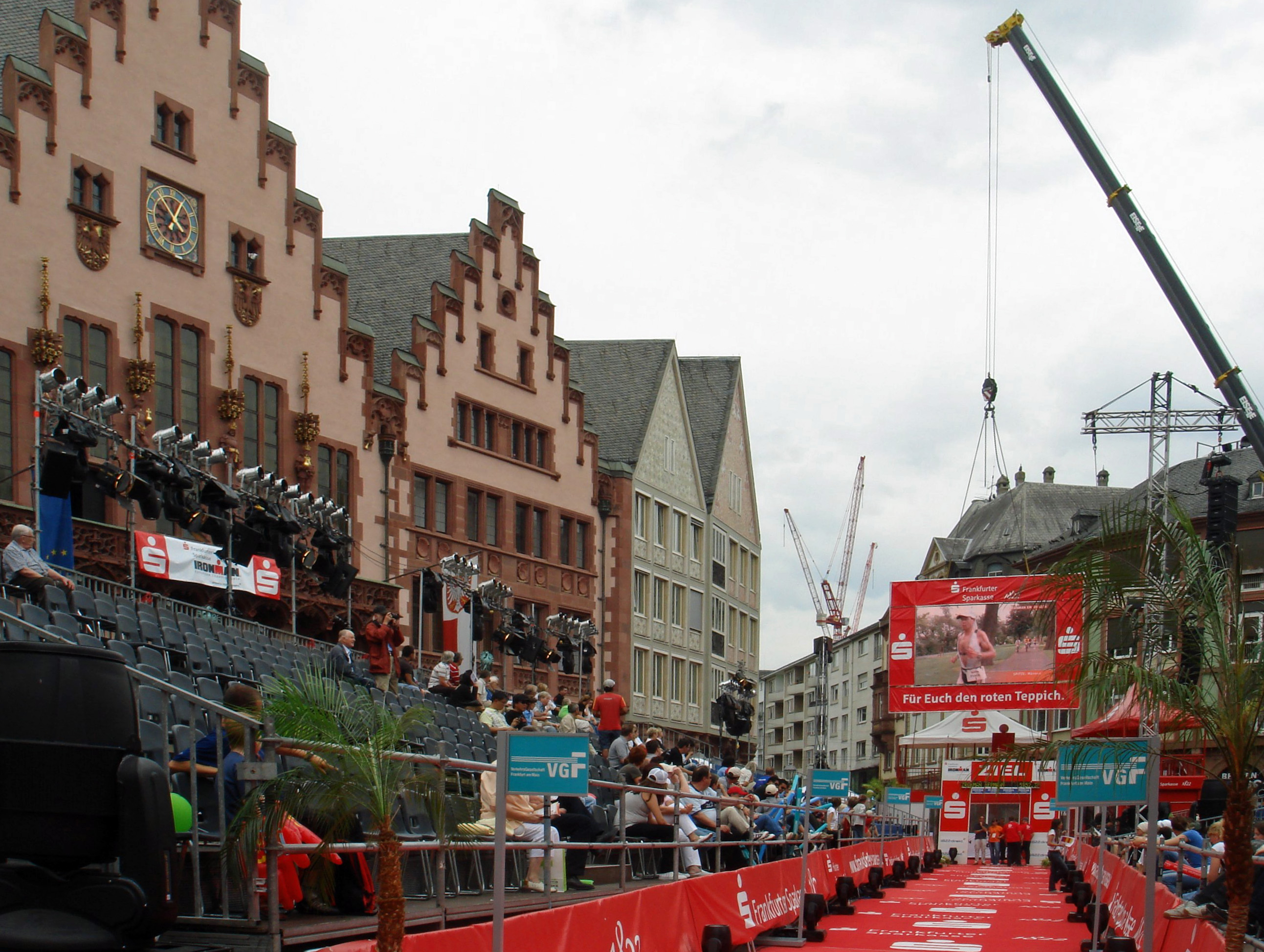
Ironman Germany – Zieleinlauf auf dem Römerberg (2007)

Initiator des Ironman Germany war Kurt Denk, ein ehemaliger alpiner Skifahrer, passionierter Windsurfer und gelernter Druckingenieur aus Frankfurt, der 1999 als Teilnehmer des Honolulu-Marathons seine persönliche Ausdauersport-Erfahrung gesammelt hatte. Mit seinem 1986 gegründeten Reiseunternehmen Hawaii Holiday Service organisierte er u. a. seit 1995 alljährlich auch die Reise zahlreicher Athleten zum Ironman Hawaii (z. B. inklusive individueller Begleiter über 400 Personen im Jahr 2000).
Dort wurde Kurt Denk im Oktober 2000 von Lew Friedland, damaliger CEO der World Triathlon Corporation (WTC) gefragt, ob er in Deutschland jemanden wüsste, der einen Qualifier anstelle von Roth – damals bezüglich Teilnehmer- wie auch Zuschauerzahlen und Weltrekord-Zeiten herausragend unter den Events mit dem Ironman-Logo – organisieren könne.
2002
Nach einer Nacht Bedenkzeit schlug er sich selber vor und konnte sich mit seinem Konzept gegen die Mitbewerber vom Allgäu Triathlon und IronMönch durchsetzen, wagte mit der von ihm gegründeten Xdream Sports & Events GmbH den Sprung ins kalte Wasser mit der Organisation des Events beginnend mit der Erstaustragung am 18. August 2002. 
Da die WTC vertraglich mit Kurt Denk, der keinen Hehl aus seiner mangelnden Erfahrung als Veranstalter gemacht hatte, vereinbarte einen „Paten“ hinzuzuziehen, gehörten bis 2005 50 Prozent von Xdream der Firma BK Sportpromotion, damaliger Veranstalter und Ironman-Lizenznehmer beim Ironman Switzerland. Die erforderlichen politischen Genehmigungen für eine derartige Veranstaltung mitten in einer Großstadt mit sechs- bis achtstündigen Verkehrssperrungen wurden möglich, weil sich das Land Hessen und die Stadt Frankfurt so erhofften, die Chancen Frankfurts in der laufenden Bewerbung für eine Kandidatur als Ausrichter für die Olympischen Spiele 2012 zu steigern.
2005
Seit Ende 2005 wird der Ironman Germany unter der Bezeichnung „Ironman European Championship“ beworben. Die Benennung sorgte für Irritationen unter den übrigen europäischen Lizenznehmern der WTC, die bemängelten, in die Namensänderung nicht involviert gewesen zu sein, dass die Teilnahmekriterien nichts mit den bekannten Regeln bezüglich Meisterschaften zu tun hätten und auch dass der sportliche Wert unter dem Gesichtspunkt überwiegend deutscher Teilnehmer in Frankfurt fraglich sei. Die Namensänderung fiel in eine hochkonflikthafte Phase zwischen der Firma WTC als Rechteinhaber der Marke „Ironman“ und den internationalen Sportverbänden: die WTC hatte im Juni die Zusammenarbeit mit den Sportverbänden aufgekündigt, die weltweiten nationalen Triathlonverbände einigten sich daraufhin auf einem Kongress der International Triathlon Union (ITU), keine Veranstaltungen der WTC mehr zu genehmigen, und umgekehrt kündigte Kurt Denk an, nicht mehr mit dem deutschen Dachverband Deutsche Triathlon Union (DTU) zusammenzuarbeiten.
Im April 2006 verwarf der Internationale Sportgerichtshof (CAS) die ITU-Sanktionen: Bereits 1982, bevor es Sportverbände im Triathlon gab, war „Ironman World Championship“ als Markenzeichen geschützt worden, und 1998 hatten ITU und WTC sich geeinigt, dass die WTC es als Rechteinhaber nutzen kann, ohne damit allerdings den Anspruch zu erheben, eine Weltmeisterschaft im Sinne eines von einem sportlichen Dachverband geregelten Wettbewerbs zu veranstalten. Das CAS urteilte, dass selbiges dann auch für eine Bezeichnung „Ironman European Championship“ gelte. DTU und Xdream einigten sich später wieder, bis zu einer endgültigen Harmonisierung der WTC mit dem internationalen Dachverband vergingen aber noch einige Jahre.
2008

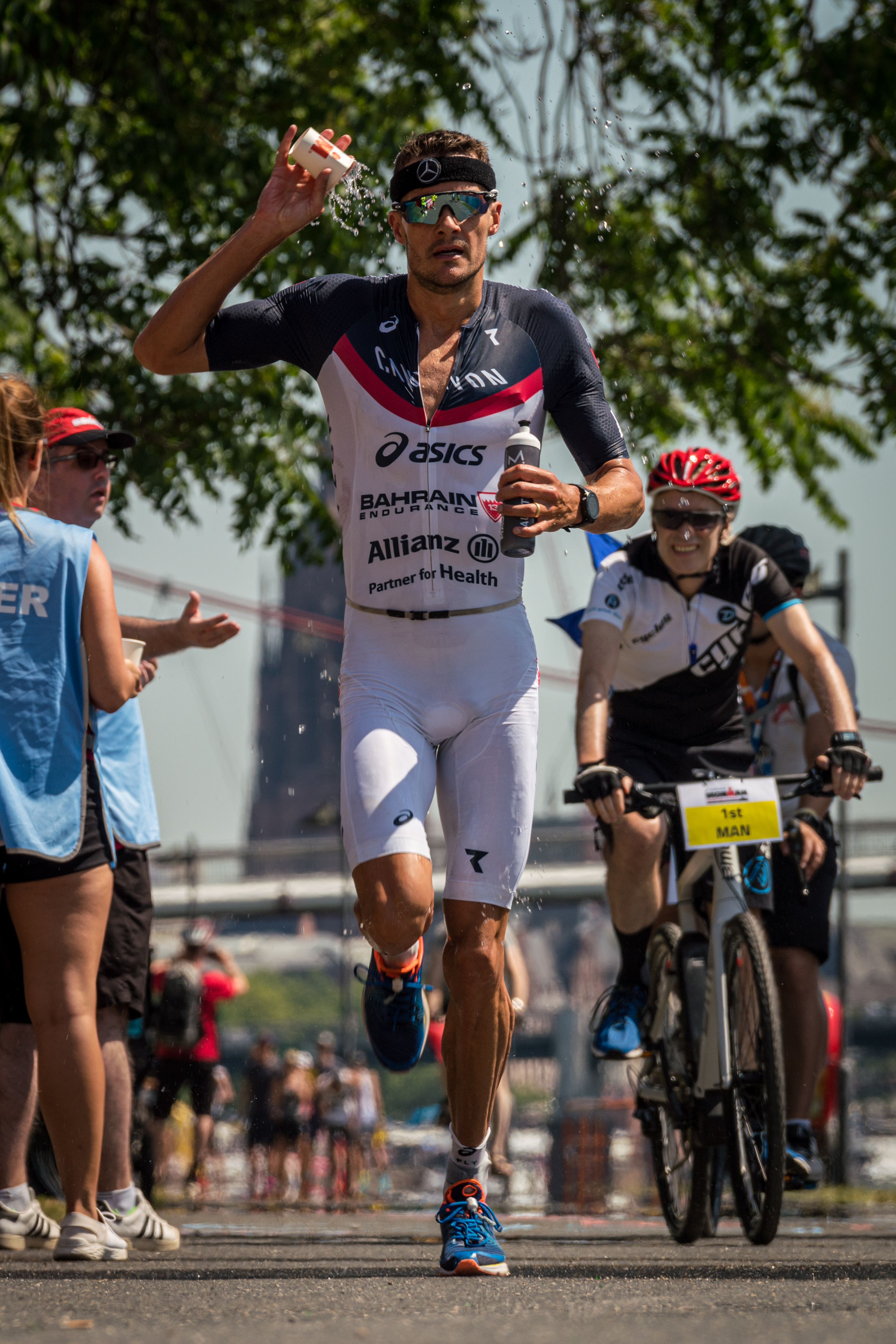
Jan Frodeno beim Ironman Germany 2019 (Sieger 2015, 2018, 2019)

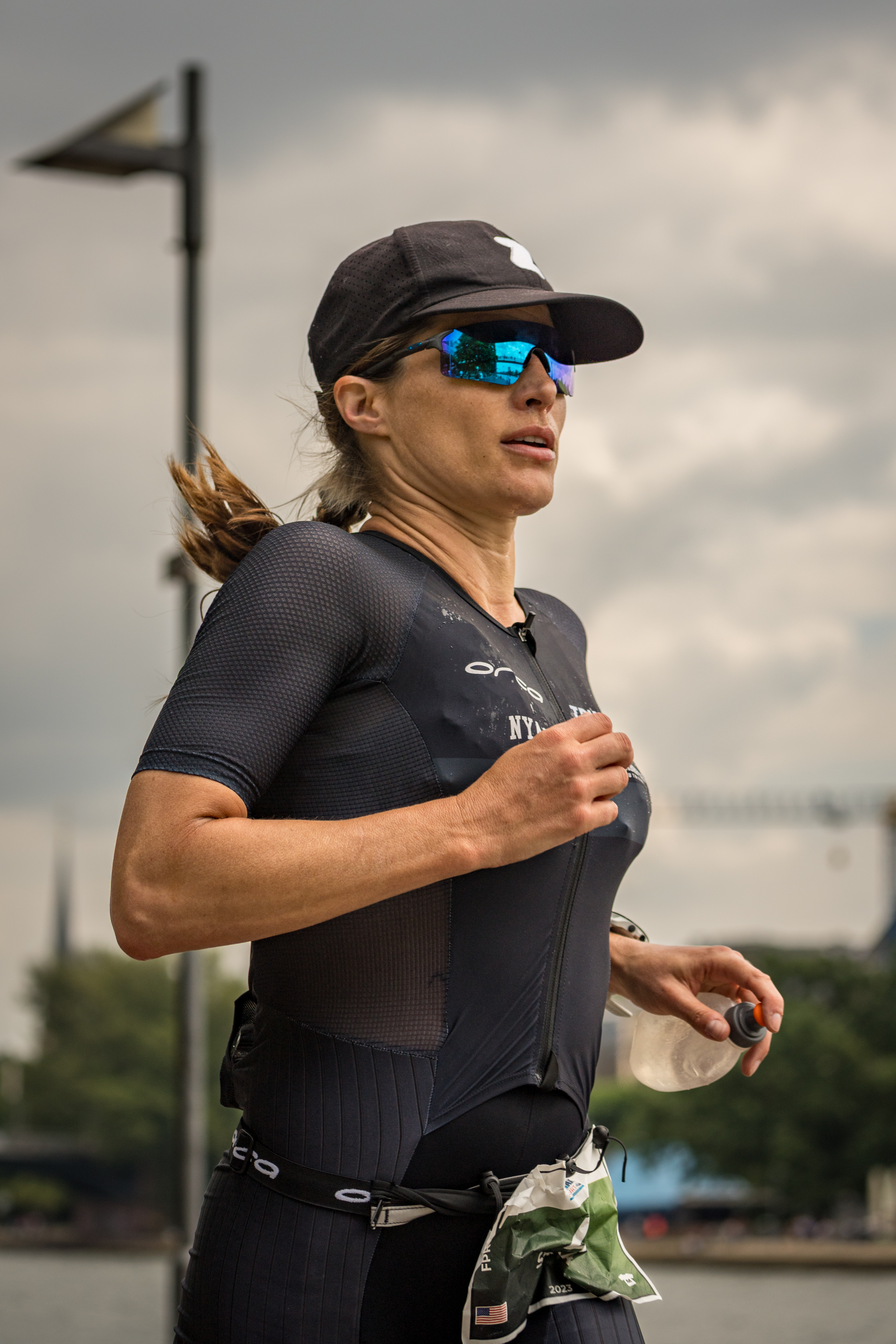
Sarah True beim Ironman Germany 2023 (Siegerin 2023)

2008 wurde Kurt Denks Lizenzgeber WTC durch eine Investmentgesellschaft übernommen und änderte daraufhin ihre Strategie, Qualifikationsrennen nicht mehr zu lizenzieren, sondern selbst zu organisieren. Im April 2009 verkaufte Kurt Denk daraufhin seine Firma an die WTC, blieb aber zunächst weiter als deren Geschäftsführer aktiv.

An seinem sechzigsten Geburtstag im Dezember 2009 kündigte Kurt Denk an, die Verantwortung an Kai Walter, einen ehemaligen Bundeswehr-Offizier, der von Beginn an mit in der Organisation aktiv und seit 2004 neben Denk Geschäftsführer von Xdream war, zu übertragen. Kurt Denk gehört heute noch dem Kuratorium Deutsche Sporthilfe an und veröffentlichte 2013 ein Buch über die Entstehung des Ironman Germany sowie seine überstandene zwischenzeitliche Krebserkrankung. Kai Walter, im Unterschied zu Denk selbst auch mehrfacher Ironman-Finisher, blieb bis März 2014 Geschäftsführer des zwischenzeitlich in Ironman Germany GmbH umbenannten Tochterunternehmens der WTC, sein Nachfolger wurde der vorherige Veranstalter der Challenge Kraichgau, Björn Steinmetz.
2010
Üblicherweise ist bei einem Ironman der Zieleinlauf bis 16 Stunden nach dem Start möglich. In Frankfurt muss aufgrund von Beschwerden wegen Lärmbelästigung ab 2010 der Zielbereich auf dem Römerberg um 22:00 Uhr geschlossen werden. Damit verkürzt sich dann die Rennzeit bei gleichbleibender Startzeit auf 15 Stunden.
2015
Im August 2015 wurde bekannt, dass der Veranstalter an die chinesische Wanda Group verkauft wurde. Rekordtemperaturen von mehr als 35 °C führten bei der 14. Austragung im Juli 2015 dazu, dass nur 2063 der gemeldeten 3064 Teilnehmer ins Ziel kamen. Der Rest trat entweder erst gar nicht an oder beendete das Rennen vorzeitig.

Die Titel gingen an diesem 5. Juli an die Schweizerin Daniela Ryf und mit 7:49:48 h in neuer Streckenrekordzeit an Jan Frodeno.
2017
Am 9. Juli 2017 fanden mit dem Ironman Germany und der Challenge Roth die beiden größten Langdistanz-Rennen in Deutschland am selben Tag statt. Die Titel gingen an die Australierin Sarah Crowley und an den Zweiten der Ironman World Championships 2016 Sebastian Kienle.
2018
Im Juli 2018 konnten die Sieger von 2015 Daniela Ryf und Jan Frodeno beide ihren Titel wiederholen. Ryf konnte sogar den Streckenrekord bei den Frauen auf 8:38:44 h verbessern.
2019
Für das Jahr 2019 haben sich die Veranstalter auf eine gemeinsame Terminlösung verständigt: Das Rennen in Frankfurt fand am letzten Juni-Wochenende statt, der Challenge Roth wurde dagegen eine Woche nach dem Ironman European Championship ausgetragen. Das Rennen wurde wegen der hohen Temperaturen auf einer geänderten Laufstrecke mit mehr Schattenpassagen ausgetragen.
2020
Die ursprünglich für den 28. Juni 2020 geplante 19. Austragung wurde im April im Rahmen der Ausbreitung der Coronavirus-Pandemie abgesagt. Als möglicher Ausweichtermin wurde der 27. September genannt, da die Ironman-Weltmeisterschaftslauf auf Hawaii am 10. Oktober 2020 stattfinden soll. Am 24. Juni gaben die Veranstalter offiziell bekannt, dass der Ironman im Jahr 2020 entfällt.
2021
Bei der Austragung 2021 waren in Frankfurt am Main am 15. August keine Profi-Frauen am Start – die Ironman European Championship der Frauen wurde am Vortag, am 14. August im Rahmen des Ironman Finland ausgetragen.
2022
Am 26. Juni fand die 20. Austragung statt, bei den Profi-Männern siegte der Franzose Denis Chevrot vor dem Polen Robert Wilkowiecki und dem Franzosen Clément Mignon. Bester Deutscher wurde der Darmstädter Paul Schuster. Bei den Frauen gewann die Hamburgerin Daniela Bleymehl, Zweite wurde Nikki Bartlett (Großbritannien) und die Australierin Dimity-Lee Duke komplettierte das Podium. Da die Europameisterschaft der Frauen bereits beim Ironman in Hamburg ausgetragen worden war und eine Woche später die Challenge Roth stattfand, war das Frauenfeld in Frankfurt stark dezimiert.
2024
Der Norweger Kristian Blummenfelt entschied den Ironman in Frankfurt nach 7:27:21 Stunden für sich – die Raddistanz wurde am 18. August auf verkürztem Kurs über 177 km ausgetragen. Bei den Frauen waren keine Profi-Athletinnen am Start.
2025
Im Jahr 2025 wurden der Ironman Frankfurt als European Championship ausgetragen. Der Vorjahressieger, der Norweger Blummenfelt gewann auch dieses Rennen, indem er einen neuen Streckenrekord von 7:25:57 Stunden aufstellte. Er kam vor dem Dänen Kristian Høgenhaug (+2:35 Minuten) und dem Norweger Casper Stornes (+3:51 Minuten) ins Ziel. Bester Deutscher wurde Jonas Hoffmann mit dem fünften Rang – vor Patrick Lange auf Rang sieben. Bei den Frauen waren 2025 keine Profis am Start. Auf dem Podest standen drei deutsche Athletinnen – Marit Lindemann vor Kristina Krieger und Katrin Esefeld.

## Organisation
Acht Festangestellte, in der unmittelbaren Vorbereitung um dreißig freie Mitarbeiter ergänzt, planen und organisieren die Veranstaltung über zehn Monate hinweg. Am Veranstaltungstag selbst sind 30 Ärzte und mehr als 200 Sanitäter vom Deutschen Roten Kreuz im Einsatz. Am See sind zwei Tauchertrupps, zehn Motorboote und 25 Rettungsbretter dabei. 200 Frankfurter Polizisten sind für den Ironman abgestellt, unterstützt durch die FES-Tochter FFR, die für die Verkehrssicherungsmaßnahmen circa 3200 Verkehrszeichen aufstellt und mit rund 144 Tonnen Absperrmaterial die Radstrecke sichert. 18 Einsatzwagen mit je zwei Mann Besatzung befinden sich an neuralgischen Punkten der Laufstrecke. Für die Teilnehmer werden von 4300 freiwilligen Helfern, die für ihren Einsatz einen Volunteer-Bag mit Verpflegung und einem T-Shirt sowie 10 % Rabatt auf Merchandising-Produkte der WTC erhalten, unterwegs und im Ziel 20.000 gefüllte Getränkeflaschen, 15.000 Energieriegel, 15.000 Energie-Gels und 10.000 Bananen sowie 35.000 Schwämme zur Kühlung gereicht (Stand 2015).
Seit 2003 wird der Ironman Germany vom hr-fernsehen live übertragen. 2015 berichtete der Sender, mit einer Zuschauerzahl innerhalb Hessens von 120.000 im Durchschnitt und 190.000 in der Spitze sowie 210.000 Zuschauern bundesweit mit der Sendung einen Marktanteil von 13,8 % erreicht zu haben. Zusätzlich hätten 55.000 Interessierte den Online-Stream im Internet angeschaut. Insgesamt wurden sechs Stunden Live-TV im HR übertragen, vier weitere Fernsehteams von Sport1, RTL, rheinmaintv waren akkreditiert.
Profi-Triathleten, die um die 150.000 US-Dollar Preisgeld im Rahmen des Ironman Germany kämpfen, können sich seit 2012 für den mit insgesamt 650.000 US-Dollar ausgeschriebenen Ironman Hawaii über das Kona Pro Ranking System (KPR) qualifizieren. In Frankfurt erhalten Sieger und Siegerin – wie auch beim Ironman Melbourne (Asia-Pacific Championship), beim Ironman South Africa (African Championship), beim Ironman Texas (North American Championship) sowie beim Ironman Brasil (South American Championship) – je 4000 Punkte, weitere Platzierte eine entsprechend reduzierte Punktzahl. 
Zum Vergleich: Der Sieger auf Hawaii erhält 6000 Punkte, die Sieger bei den übrigen Ironman-Rennen entweder 1000 oder 2000 Punkte. Bis 2011 waren noch die Top 4 der männlichen und die Top 3 der weiblichen Profis in Frankfurt direkt berechtigt, einen Startplatz für den Ironman Hawaii zu erwerben, seit 2015 sind zumindest die Siegerin und der Sieger in Frankfurt wieder direkt qualifiziert.
2005 betrug das Gesamtpreisgeld beim Ironman Germany noch 50.000 US-Dollar. Bei einem Veranstaltungs-Budget von 2,4 Millionen Euro lag es 2009 bei 100.000 US-Dollar, wobei eine Steigerung des Preisgeldes für die Zukunft auf bis zu 400.000 US-Dollar in Aussicht gestellt wurde.
Nachdem 2011 die Presse einen zunehmenden Bedeutungsverlust des Ironman Germany im Vergleich zu anderen Triathlon-Wettkämpfen wahrnahm, erfolgte 2012 eine Erhöhung des Preisgeld-Topfes auf 125.000 US-Dollar sowie 2015 auf 150.000 US-Dollar.

Ergänzend zu den Preisgeldern können individuelle Vereinbarungen mit Athleten bestehen, so erhielt z. B. Chris McCormack für seinen Start 2008 als amtierender Hawaii-Sieger 100.000 Euro Antrittsgeld. Für die bestplatzierten Amateure in den einzelnen Altersklassen werden bei diesem Rennen seit 2014 alljährlich insgesamt 75 Hawaii-Startplätze vergeben.
2013 hatte es hier noch 100 Qualifikationsplätze gegeben und bis 2009 waren es sogar noch 120 Qualifikationsplätze.
Bei der Erstaustragung 2002 hatten Teilnehmer am Ironman Germany eine Startgebühr von 500 DM (255 Euro) zu entrichten. Nachdem die Teilnahmegebühr innerhalb von sieben Jahren bis 2009 um 56 % auf 400 Euro gestiegen war und Xdream an die zuvor von einem Finanzinvestor übernommene WTC verkauft worden war, nannte der Veranstalter noch 425 Euro als Obergrenze für die nächsten fünf bis zehn Jahre. De facto lag 2015 das Startgeld bei 515 Euro zuzüglich 6 % Gebühren.
Lagen die Vorstellungen der WTC 2001 für die Teilnehmerzahl noch bei einer Obergrenze von 1800 Triathleten, wurden 2015 über 3000 Anmeldungen akzeptiert.
Der Veranstalter schätzte 2015 die durch den Ironman Frankfurt bewirkte Wertschöpfung in der Region auf 18,7 Millionen Euro, Kai Walter nahm für die finanziellen Verhältnisse der Wettkampfteilnehmer ein durchschnittliches Jahreseinkommen von 160.000 US-Dollar an.

## Streckenverlauf

### Schwimmen
Die Auftaktdisziplin mit 3,8 km Schwimmen findet im Langener Waldsee ca. 15 km südlich von Frankfurt statt. In dem – neben dem unveränderten Kiesabbau auch als Badesee genutzten – Baggersee sind zwei unterschiedliche Runden mit kurzem Landgang zurückzulegen. Ursprünglich war darüber nachgedacht worden, das Schwimmen im Main in Frankfurt zu organisieren. Auch wenn dies organisatorisch eine Erleichterung durch eine Reduzierung auf eine Wechselzone bedeutet hätte, erwies sich dies aber neben dem gesundheitlichen Risiko durch die Wasserqualität als kritisch, weil zur Reduzierung der Strömungsgeschwindigkeit über die Staustufen der Schifffahrtsverkehr für 48 Stunden zum Erliegen gekommen wäre.
Den Streckenrekord auf der Schwimmstrecke stellte Jan Sibbersen am 11. Juli 2004 mit 42:17 min auf und anschließend führte er das Feld bis km 90 auf der Radstrecke an, bis der spätere Sieger Stefan Holzner die Führung übernahm. Um den Streckenrekord zu ermöglichen, war ein Boot auf Idealkurs mit einer Taschenlampe zur Orientierung für die führenden Schwimmer vorweg gefahren.

### Radfahren
Die anschließende 180 km lange – während des Wettkampfes durchgehend für sonstigen Verkehr gesperrte – Radstrecke erstreckt sich in zwei Runden durch das Frankfurter Umland und die Wetterau. Nördlichster Punkt der Route war bis 2021 Friedberg. Zu den Höhepunkten auf der Radstrecke mit tausenden begeisterten Zuschauern zählt Maintal-Hochstadt, insbesondere an der 500 m langen „The Hell“ genannten Steigungsstrecke auf Kopfsteinpflaster durch den historischen Stadtkern. Ebenfalls viele Zuschauer sind traditionell – auch weil dieser Hotspot von der Endhaltestelle der U-Bahn erreichbar ist – am Anstieg „The Beast“ an der Vilbeler Landstraße nach Bergen-Enkheim.
Ein Spalier mit vielen Zuschauern erwartet die Teilnehmer am „Heartbreak-Hill“ genannten Streckenabschnitt und eine per S-Bahn (Bad Vilbel-Süd) erreichbare Steigung liegt auf der Frankfurter Straße in Bad Vilbel. Zuschauertribünen gibt es auch am Mainkai sowie am Eisernen Steg in Frankfurt.
Den Streckenrekord auf der Radstrecke hält bei den Frauen die Schweizerin Daniela Ryf – sie fuhr 2018 eine Zeit von 4:40:55 h auf einer um 5 km längeren Radstrecke. Der Sieger von 2015, Jan Frodeno, stellte mit 4:08:43 h einen neuen Streckenrekord auf und erzielte die drittschnellste je bei einem Ironman-Rennen erzielte Radzeit.

### Laufen
Der abschließende Marathonlauf führt über einen viermal zu durchlaufenden Rundkurs am Mainufer in Frankfurt, der Zieleinlauf ist auf dem historischen Römerberg vor mehreren großen Zuschauertribünen.

## Siegerliste
| N ° | Datum/Jahr    | Männer                        | Männer              | Männer                   | Frauen                 | Frauen             | Frauen             |
| N ° | Datum/Jahr    | Erster Platz                  | Zweiter Platz       | Dritter Platz            | Erster Platz           | Zweiter Platz      | Dritter Platz      |
| --- | ------------- | ----------------------------- | ------------------- | ------------------------ | ---------------------- | ------------------ | ------------------ |
| 24  | 28. Juni 2026 |                               |                     |                          |                        |                    |                    |
| 23  | 29. Juni 2025 | Kristian Blummenfelt -2- (SR) | Kristian Høgenhaug  | Casper Stornes           | Marit Lindemann        | Kristina Krieger   | Katrin Esefeld     |
| 22  | 18. Aug. 2024 | Kristian Blummenfelt          | Kieran Lindars      | Gregory Barnaby          | Livia Eggler           | Svenja Deichmann   | Marie Tertsch      |
| 21  | 2. Juli 2023  | Lukas Stahl                   | Tom Defoort         | Maciej Ogrodnik          | Sarah True             | Skye Moench        | Agnieszka Jerzyk   |
| 20  | 26. Juni 2022 | Denis Chevrot                 | Robert Wilkowiecki  | Clément Mignon           | Daniela Bleymehl       | Nikki Bartlett     | Dimity-Lee Duke    |
| 19  | 15. Aug. 2021 | Patrik Nilsson                | Kristian Høgenhaug  | David McNamee            | Anna Lechowicz         | Elisabetta Villa   | Brigitte McMahon   |
| 18  | 30. Juni 2019 | Jan Frodeno -3-               | Sebastian Kienle    | Franz Löschke            | Skye Moench            | Imogen Simmonds    | Jen Annett         |
| 17  | 8. Juli 2018  | Jan Frodeno -2-               | Patrik Nilsson      | Patrick Lange            | Daniela Ryf -2- (SR)   | Sarah True         | Sarah Crowley      |
| 16  | 9. Juli 2017  | Sebastian Kienle -3-          | Andreas Böcherer    | Patrik Nilsson           | Sarah Crowley          | Lucy Charles       | Alexandra Tondeur  |
| 15  | 3. Juli 2016  | Sebastian Kienle -2-          | Andreas Böcherer    | Eneko Llanos             | Melissa Hauschildt     | Katja Konschak     | Daniela Sämmler    |
| 14  | 5. Juli 2015  | Jan Frodeno                   | Sebastian Kienle    | Andreas Böcherer         | Daniela Ryf            | Julia Gajer        | Caroline Steffen   |
| 13  | 6. Juli 2014  | Sebastian Kienle -1-          | Frederik Van Lierde | Jan Frodeno              | Corinne Abraham        | Elizabeth Lyles    | Gina Crawford      |
| 12  | 7. Juli 2013  | Eneko Llanos                  | Jan Raphael         | Bas Diederen             | Camilla Pedersen       | Jodie Swallow      | Kristin Möller     |
| 11  | 8. Juli 2012  | Marino Vanhoenacker           | Sebastian Kienle    | Clemente Alonso McKernan | Caroline Steffen -2-   | Anja Beranek       | Corinne Abraham    |
| 10  | 24. Juli 2011 | Faris Al-Sultan               | Jan Raphael         | Michael Göhner           | Caroline Steffen       | Lucie Reed         | Sonja Tajsich      |
| 9   | 4. Juli 2010  | Andreas Raelert               | Timo Bracht         | Chris McCormack          | Sandra Wallenhorst -2- | Caroline Steffen   | Yvonne van Vlerken |
| 8   | 5. Juli 2009  | Timo Bracht -2-               | Eneko Llanos        | Chris McCormack          | Sandra Wallenhorst     | Yvonne van Vlerken | Nicole Leder       |
| 7   | 6. Juli 2008  | Chris McCormack               | Eneko Llanos        | Timo Bracht              | Chrissie Wellington    | Nicole Leder       | Wenke Kujala       |
| 6   | 1. Juli 2007  | Timo Bracht                   | Michael Göhner      | Frank Vytrisal           | Nicole Leder           | Andrea Brede       | Nina Eggert        |
| 5   | 23. Juli 2006 | Cameron Brown                 | Timo Bracht         | Frank Vytrisal           | Andrea Brede           | Nina Eggert        | Lisbeth Kristensen |
| 4   | 10. Juli 2005 | Normann Stadler               | Cameron Brown       | Markus Forster           | Lisa Bentley           | Nina Eggert        | Imke Schiersch     |
| 3   | 11. Juli 2004 | Stefan Holzner -2-            | Cameron Brown       | Tim DeBoom               | Nina Kraft -2-         | Nina Fischer       | Imke Schiersch     |
| 2   | 13. Juli 2003 | Stefan Holzner                | Cameron Brown       | Jürgen Zäck              | Nina Kraft             | Lori Bowden        | Tina Walter        |
| 1   | 18. Aug. 2002 | Lothar Leder                  | Jürgen Zäck         | Uwe Widmann              | Katja Schumacher       | Nina Fischer       | Liz Vitai          |

| keine Europameisterschaft | – siehe Ironman Hamburg bzw. Ironman Finland (Frauen 2021) |

## Statistik
Der Ironman Germany startete keineswegs als Selbstläufer: Während der Ironman Europe in Roth Ende der 1990er-Jahre – Meldeformulare wurden noch im kuvertierten Briefumschlag per Post abgegeben – über 4000 Anmeldungen für 2700 Startplätze verzeichnete, konnten bei der Erstauflage 2002 in Frankfurt nur rund 90 % der 2000 Startplätze verkauft werden.
Im Laufe der Jahre entwickelte sich aber ein regelrechter Hype: 2005 war der Event fünf Monate nach Freigabe der Online-Anmeldung ausgebucht, 2006 sogar bereits nach fünf Wochen und 2007 waren alle 2500 Startplätze nach fünf Tagen vergeben.
Für 2008 wurde bereits 24 Stunden nach Öffnung der Online-Anmeldung „ausgebucht“ gemeldet. 2009 musste die Möglichkeit zur Online-Anmeldung nach 60 Minuten wieder abgeschaltet werden.
Nicht zuletzt die gestiegene Anzahl der Hawaii-Qualifier in Europa – zu den ursprünglichen Rennen in Lanzarote, Zürch und Klagenfurt kamen seit der Premiere des Ironman Germany 2002 noch Rennen in Frankreich (2002), England (2005), Regensburg (2010) und Schweden (2012) – sorgte dafür, dass sich der Ansturm im Laufe der Zeit wieder beruhigte:
Für 2012 blieb die Anmeldung wieder acht Wochen lang offen.
|                 |                 | 18. August 2002 | 18. August 2002 |      | 10. Juli 2005 | 10. Juli 2005 |      | 6. Juli 2008 | 6. Juli 2008 |      | 8. Juli 2012 | 8. Juli 2012 |      | 6. Juli 2014 | 6. Juli 2014 |     | 5. Juli 2015 | 5. Juli 2015 |
| --------------- | --------------- | --------------- | --------------- | ---- | ------------- | ------------- | ---- | ------------ | ------------ | ---- | ------------ | ------------ | ---- | ------------ | ------------ | --- | ------------ | ------------ |
| Anmeldungen     | Anmeldungen     | 1802            | 1802            |      | 1907          | 1907          |      |              |              |      | 2885         | 2885         |      | 3015         | 3015         |     | 3064         | 3064         |
| davon gestartet | davon gestartet | 1688            | 1688            | 1849 | 1849          | 2243          | 2243 |              |              |      |              |              |      |              |              |     |              |              |
| davon im Ziel   | davon im Ziel   | 1502            | 1502            | 1730 | 1730          | 2138          | 2138 | 2318         | 2318         | 2396 | 2396         | 2063         | 2063 |              |              |     |              |              |
|                 |                 |                 |                 |      |               |               |      |              |              |      |              |              |      |              |              |     |              |              |
| davon Männer    | davon Männer    | 1395            | 92,9 %          |      | 1539          | 89,0 %        |      | 1908         | 89,2 %       |      | 2075         | 89,5 %       |      | 2167         | 90,4 %       |     | 1816         | 88,0 %       |
|                 | < 9 h           | 5               | 0,4 %           |      | 9             | 0,6 %         |      | 24           | 1,3 %        |      | 21           | 1,0 %        |      | 31           | 1,4 %        |     | 10           | 0,6 %        |
| 9 h – 10 h      | 191             | 13,7 %          |                 | 178  | 11,6 %        |               | 296  | 15,5 %       |              | 267  | 12,9 %       |              | 295  | 13,6 %       |              | 112 | 6,2 %        |              |
| 10 h – 11 h     | 346             | 24,8 %          |                 | 366  | 23,8 %        |               | 575  | 30,1 %       |              | 597  | 28,8 %       |              | 506  | 23,4 %       |              | 289 | 15,9 %       |              |
| 11 h – 12 h     | 316             | 22,7 %          |                 | 444  | 28,8 %        |               | 478  | 25,1 %       |              | 505  | 24,3 %       |              | 577  | 26,6 %       |              | 414 | 22,8 %       |              |
| 12 h – 14 h     | 426             | 30,5 %          |                 | 419  | 27,2 %        |               | 446  | 23,4 %       |              | 358  | 17,3 %       |              | 606  | 28,0 %       |              | 739 | 40,7 %       |              |
| > 14 h          | 111             | 8,0 %           |                 | 123  | 8,0 %         |               | 89   | 4,7 %        |              | 327  | 15,8 %       |              | 152  | 7,0 %        |              | 252 | 13,9 %       |              |
|                 |                 |                 |                 |      |               |               |      |              |              |      |              |              |      |              |              |     |              |              |
| davon Frauen    | davon Frauen    | 107             | 7,1 %           |      | 191           | 11,0 %        |      | 230          | 10,8 %       |      | 243          | 10,5 %       |      | 229          | 9,6 %        |     | 247          | 12,0 %       |
|                 | < 10 h          | 6               | 5,6 %           |      | 3             | 1,6 %         |      | 13           | 5,7 %        |      | 12           | 4,9 %        |      | 20           | 8,7 %        |     | 10           | 4,0 %        |
| 10 h – 11 h     | 23              | 21,5 %          |                 | 24   | 12,6 %        |               | 36   | 15,7 %       |              | 28   | 11,5 %       |              | 33   | 14,4 %       |              | 19  | 7,7 %        |              |
| 11 h – 12 h     | 25              | 23,4 %          |                 | 44   | 23,0 %        |               | 74   | 32,2 %       |              | 51   | 21,0 %       |              | 40   | 17,5 %       |              | 43  | 17,4 %       |              |
| 12 h – 14 h     | 44              | 41,1 %          |                 | 76   | 39,8 %        |               | 79   | 34,3 %       |              | 72   | 29,6 %       |              | 100  | 43,7 %       |              | 107 | 43,3 %       |              |
| > 14 h          | 9               | 8,4 %           |                 | 44   | 23,0 %        |               | 28   | 12,2 %       |              | 80   | 32,9 %       |              | 36   | 15,7 %       |              | 68  | 27,5 %       |              |

### Streckenrekorde
| Streckenrekorde in Frankfurt am Main  | Streckenrekorde in Frankfurt am Main | Streckenrekorde in Frankfurt am Main | Streckenrekorde in Frankfurt am Main | Streckenrekorde in Frankfurt am Main | Streckenrekorde in Frankfurt am Main | Streckenrekorde in Frankfurt am Main | Streckenrekorde in Frankfurt am Main |
| ------------------------------------- | ------------------------------------ | ------------------------------------ | ------------------------------------ | ------------------------------------ | ------------------------------------ | ------------------------------------ | ------------------------------------ |
|                                       | Kristian Blummenfelt                 | 7:25:57 h                            | 2025                                 |                                      | Daniela Ryf                          | 8:38:44 h                            | 2018                                 |
| Disziplinrekorde in Frankfurt am Main |                                      |                                      |                                      |                                      |                                      |                                      |                                      |
| Schwimmen                             |                                      |                                      |                                      |                                      |                                      |                                      |                                      |
|                                       | Jan Sibbersen                        | 42:17 min                            | 2004                                 |                                      | Jodie Swallow                        | 47:22 min                            | 2014                                 |
| Radfahren                             |                                      |                                      |                                      |                                      |                                      |                                      |                                      |
|                                       | Kristian Høgenhaug                   | 3:57:09 h                            | 2024                                 |                                      | Sarah Crowley                        | 4:40:32 h                            | 2017                                 |
| Laufen                                |                                      |                                      |                                      |                                      |                                      |                                      |                                      |
|                                       | Kristian Blummenfelt                 | 2:32:29 h                            | 2024                                 |                                      | Sarah True                           | 2:54:58 h                            | 2018                                 |

## Veröffentlichungen zum Ironman Germany
- Zupacken, Anpacken, Loslassen, Kurt Denk und Ulrich Schwaab, ISBN 978-3-7357-1599-9
- Nachrichten vom Ironman, Thorsten Schröder, spomedis Verlag, September 2013, ISBN 978-3-95590-006-9